# Stayton
Stayton è una città degli Stati Uniti d'America, nella Marion nello Stato dell'Oregon. Conta 6.816 abitanti.